# Исчезнувшие сёла (Бахчисарайский район)
Исчезновение большинства селений Бахчисарайского района произошло в послевоенные годы и было связано, в основном, с укрупнением населённых пунктов — объединением (включением в состав центральных усадеб хозяйств). Значительную группу составляют сёла, включённые в состав Бахчисарая и располагавшиеся в верховьях реки Кача и снесённые в начале 1970-х годов, как попавшие в водоохранную зону строившегося Загорского водохранилища. И лишь незначительная часть, в отличие от многих других районов Крыма, исчезла в связи с запустением.

## Сёла, включённые в состав других населённых пунктов
| Сёла, включённые в состав других населённых пунктов | Сёла, включённые в состав других населённых пунктов | Сёла, включённые в состав других населённых пунктов | Сёла, включённые в состав других населённых пунктов | Сёла, включённые в состав других населённых пунктов |
| Село                                                | К кому присоединено                                 | Старое название                                     | Годы включения                                      |                                                     |
| --------------------------------------------------- | --------------------------------------------------- | --------------------------------------------------- | --------------------------------------------------- | --------------------------------------------------- |
| Ба́лки                                               | Брянское                                            | до 1948 г. Черкез Эли                               | с 1954 по 1968 годы                                 |                                                     |
| Бе́лый Исто́чник                                      | Подгородное                                         | до 1948 г. Ак-Чокра́к                                | с 1954 по 1968 годы                                 |                                                     |
| Бы́страя                                             | Красный Мак                                         | до 1948 г. Кабарта́                                  | с 1954 по 1968 годы                                 |                                                     |
| Ве́рхнее Заре́чье                                     | Нижняя Голубинка                                    | до 1948 г. Нижняя Фоти-Сала                         | с 1954 по 1968 годы                                 |                                                     |
| Горе́лое                                             | Табачное                                            | до 1948 г. Кише́нь                                   | с 1954 по 1968 годы                                 |                                                     |
| Го́рное                                              | Солнечноселье                                       | до 1948 г. Верхний Аиргуль                          | 1962 год                                            |                                                     |
| Задоро́жное                                          | Бахчисарай                                          | до 1948 г. Азиз                                     | —                                                   |                                                     |
| Красноарме́йское                                     | Вилино                                              | до 1945 г. Алма-Тархан                              | 1965 год                                            |                                                     |
| Кукуре́ковка                                         | Малиновка                                           | —                                                   | до 1954 года                                        |                                                     |
| Малодво́рное                                         | Красная Заря                                        | до 1948 г. Чоткара́                                  | с 1954 по 1968 годы                                 |                                                     |
| Мачи́-Сала́                                           | Верхоречье                                          | —                                                   | с 1926 по 1941 годы                                 |                                                     |
| Мустафа́-Бей                                         | Предущельное                                        | —                                                   |                                                     |                                                     |
| Миро́новка                                           | Малиновка                                           | до 1948 г. Альма́-Керме́н                             | с 1954 по 1968 годы                                 |                                                     |
| Новопанченко                                        | Тополи                                              | —                                                   | с 1960 по 1968 годы                                 |                                                     |
| Ново-Фёдоровка                                      | Вилино                                              | —                                                   | с 1954 по 1960 годы                                 |                                                     |
| Пеще́рное                                            | Высокое                                             | до 1948 г. Ни́жний Керменчи́к                         | с 1954 по 1968 годы                                 |                                                     |
| Панфи́ловка                                          | Кочергино                                           | до 1948 г. Бакка́л-Су                                | с 1954 по 1968 годы                                 |                                                     |
| Подгоро́дное                                         | Бахчисарай                                          | до 1948 г. Эски-Юрт                                 |                                                     |                                                     |
| Свиде́рское                                          | Угловое                                             | до 1948 г. Орта-Кисек                               | с 1954 по 1968 годы                                 |                                                     |
| Старосе́лье                                          | Бахчисарай                                          | до 1948 г. Салачик                                  | с 1954 по 1968 годы                                 |                                                     |
| Тас-Тепе                                            | Тенистое                                            | —                                                   | 18 мая 1948 года                                    |                                                     |
| Хан-Эли́                                             | Новопавловка                                        | —                                                   |                                                     |                                                     |
| Яблоково                                            | Почтовое                                            | до 1948 г. Алмачик                                  | 1960 год                                            |                                                     |

- Озёрное — присоединено к Скалистому в период с 1954 до 1960 год (в справочнике 1960 года уже не фигурирует[1]);
- Мале — 44°44′30″ с. ш. 33°40′10″ в. д.HGЯO, присоединено к Тенистому 18 мая 1948 года, юг центральной части современного села[2];
- Первомайское — присоединено к Подгородному в период с 1954 до 1960 год
- Устье — название Устье присвоено безымянному хутору у реки Альма Указом 18 мая 1848 года, присоединено к Песчаному до 1968 года

## Исчезнувшие сёла
| Исчезнувшие сёла Бахчисарайского района | Исчезнувшие сёла Бахчисарайского района | Исчезнувшие сёла Бахчисарайского района                                   | Исчезнувшие сёла Бахчисарайского района | Исчезнувшие сёла Бахчисарайского района |
| Село                                    | Координаты                              | Старое название                                                           | Местоположение (сельсовет)              | Годы упразднения                        |
| --------------------------------------- | --------------------------------------- | ------------------------------------------------------------------------- | --------------------------------------- | --------------------------------------- |
| Аджи́-Бике́                               | 44°50′40″ с. ш. 33°59′00″ в. д.         | —                                                                         | Почтовский поссовет                     | с 1865 по 1887 год                      |
| Александро́поль                          | 44°50′58″ с. ш. 33°54′18″ в. д.         | —                                                                         | Почтовский поссовет                     | с 1915 по 1926 год                      |
| Алёшино                                 | 44°47′08″ с. ш. 33°56′48″ в. д.         | до 1948 г. Балта́-Чокра́к                                                   | Скалистовский сельсовет                 | с 1954 по 1968 год                      |
| Вике́нтьевка                             | 44°50′30″ с. ш. 33°55′22″ в. д.         | —                                                                         | Почтовский поссовет                     | до 1954 года                            |
| Горя́нка                                 | 44°39′55″ с. ш. 33°57′10″ в. д.         | до 1948 г. Лаки                                                           | Верхореченский сельсовет                | с 1954 по 1968 год                      |
| Джангарель                              | 44°45′00″ с. ш. 33°45′30″ в. д.         | —                                                                         | Долинненский сельсовет                  | с 1892 по 1900 год                      |
| Доро́жное                                | 44°35′35″ с. ш. 34°02′20″ в. д.         | до 1948 г. населенный пункт усадьбы подсобного хозяйства Севастопольстроя | Зелёновский сельсовет                   | с 1954 и 1968 год                       |
| Емелья́новка                             | 44°52′15″ с. ш. 33°57′15″ в. д.         | —                                                                         | Почтовский поссовет                     | с 1977 по 1984 год                      |
| Заго́рское                               | 44°39′10″ с. ш. 34°01′55″ в. д.         | до 1948 г. Урмек                                                          | Верхореченский сельсовет                | 1975 год                                |
| За́ячье                                  | 44°50′50″ с. ш. 33°50′25″ в. д.         | до 1948 г. Сака́в                                                          | Плодовский сельсовет                    | с 1954 и 1968 год                       |
| Истоки                                  | 44°34′35″ с. ш. 33°49′50″ в. д.         | до 1948 г. Ады́м-Чокра́к                                                    | Красномакский сельсовет                 | с 1954 и 1968 год                       |
| Качи-Кальон                             | 44°41′35″ с. ш. 33°53′40″ в. д.         |                                                                           |                                         | 1778 год                                |
| Кре́пкое                                 | 44°37′00″ с. ш. 33°44′15″ в. д.         | до 1945 г. Черкез-Кермен                                                  | Красномакский сельсовет                 | с 1968 по 1977 год                      |
| Леснико́во                               | 44°36′25″ с. ш. 34°05′10″ в. д.         | до 1945 г. Стиля                                                          | —                                       | 1976 год                                |
| Охо́тничье                               | 44°39′45″ с. ш. 34°00′15″ в. д.         | до 1948 г. Ауджико́й                                                       | Верхореченский сельсовет                | 1976 год                                |
| Подлесное                               | 44°35′00″ с. ш. 33°52′10″ в. д.         | до 1948 г. Ка́рло                                                          | —                                       | после 1977 года                         |
| Ша́хты                                   | 44°39′05″ с. ш. 33°09′40″ в. д.         | —                                                                         | Верхореченский сельсовет                | 1976 год                                |
| Шелкови́чное                             | 44°38′20″ с. ш. 34°05′40″ в. д.         | до 1945 г. Коу́ш                                                           | Верхореченский сельсовет                | 1976 год                                |
| Шепетовка                               | 44°39′15″ с. ш. 33°47′45″ в. д.         | до 1948 г. Боркой                                                         | Куйбышевский поссовет                   | 17 февраля 1987 года                    |
| Эвель-Шейх                              | 44°48′55″ с. ш. 33°46′00″ в. д.         | —                                                                         | —                                       | с 1942 по 1948 год                      |

Перечисленные ниже сёла встречаются лишь в одном-двух исторических документах и сведений о них не достаточно для создания полноценной статьи:

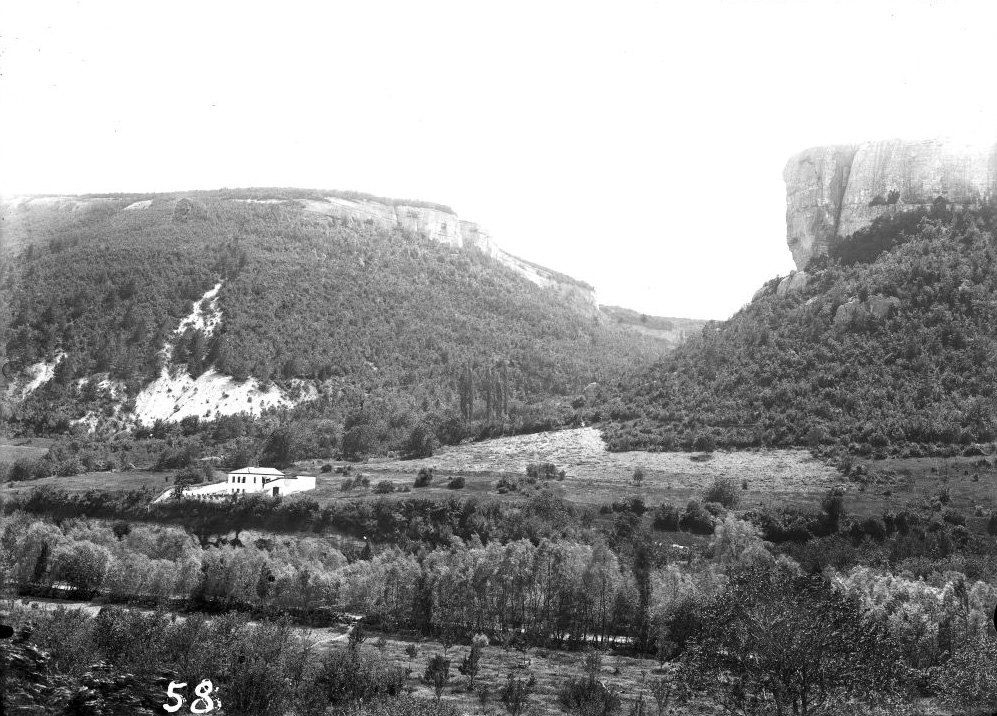
Усадьба Я. Д. Галай на месте Анастасьевки. 1910 г.

- Анастасьевка — 44°41′30″ с. ш. 33°52′50″ в. д.HGЯO село, располагалось у монастыря Качи-Кальон, на противоположном берегу реки Качи, на 1926 год — в составе упразднённого Пычкинского сельсовета. Согласно Списку населённых пунктов Крымской АССР по Всесоюзной переписи 17 декабря 1926 года в селе числилось 8 дворов, из них 6 крестьянских, население составляло 16 человек (10 мужчин и 6 женщин), из них 15 русских, 1 записан в графе «прочие»[3]
- Горький — посёлок, в составе упразднённого Подгородненского сельсовета, исключён из списков населённых пунктов с 1960[1] по 1968 год[4]
- Коробельники — посёлок Почтовского поссовета, упразднён в период с 1954 и 1960 год[1];
- Луговое — посёлок в составе Красномакского сельсовета. Встречается в указе от 18 мая 1948 года о присвоении названия населенному пункту усадьбы подсобного хозяйства № 1 и в справочнике «Крымская область. Административно-территориальное деление на 1 января 1968 года», в сообщении о ликвидации в период между 1954 и 1968 годами (на 1960 год уже не существовал[5])
- Эгиз-Оба — встречается в Камеральном Описании Крыма 1784 года, как Эги Зева бакчи-сарайскаго каймаканства Бакче-сарайскаго кадылыка [6] и в труде Петра Палласа «Наблюдения, сделанные во время путешествия по южным наместничествам Русского государства в 1793—1794 годах»[7]. Видимо, вследствие эмиграции крымских татар в Турцию, последовавшую вслед за присоединением Крыма к России 8 февраля 1784 года[8], деревня опустела, название сохранилось в виде топонимов: холм и созданное у его подножия водохранилище называются Эгиз-Оба[9][10].